# Суха Плітка
Суха́ Плі́тка — річка в Україні, права притока Бахмутки (басейн Сіверського Дінця). Довжина 18 км. Площа водозбірного басейну 106 км². Похил 6 м/км. Долина коритоподібна.
Живиться за рахунок атмосферних опадів. Льодостав нестійкий (з грудня до початку березня). Використовується на сільськогосподарські та промислові потреби.
Бере початок на схід від села Василівка (Бахмутський район). Тече територією Бахмутського району Донецької області через Василівку, Нагірне,Білогорівку, Веселе, Роздолівку, Переїзне. Впадає до Бахмутки поблизу села Федорівка. Споруджено ставки.
У верхній течії річки на її правому березі розташовано Нирківське родовище гіпсу.